# ZOIDS STRUGGLE
『ZOIDS STRUGGLE』（ゾイドストラグル）は、トミー（現タカラトミー）より発売されたPlayStation 2用ゲームソフト。2004年11月18日発売。開発は8ing。

## 概要
同社の展開する玩具シリーズ「ゾイド」を操作する3D格闘ゲーム。早期購入特典はブレードライガーミラージュLのダイキャスト製フィギュア。
2005年には、システムを継承した続編『ゾイドフルメタルクラッシュ』が発売された。

## システム
敵のHP値をゼロにすれば勝利となる。しかし、EXの発動タイミングや、カスタマイズの組み合わせ、パイロットの選抜等、様々な戦略的要素も重要となってくる。

### EX
敵にダメージを与えることにより、画面上のEXゲージが一杯になるとEX技を発動させることができる。激しい戦闘中においても、技のコマンドがしやすく上手くすればかなりのダメージを与えることができるので、非常に使い勝手が良い。
技の種類は、「格闘・射撃・追加装備（追加武装を装備時のみ）」の3つが存在する。格闘EXは、ブレードアタック等、劇中での特殊効果を持つものや、ストライクレーザークロー等に代表される、一撃で大ダメージを与えることができるいわば一撃必殺のような技、エレクトロンバイトファングのような連続攻撃、の様に多種多様な技が存在する。射撃EXでは、荷電粒子砲や主にビーム系の装備に見られる通常時以上のパワーで発射されるものと、ミサイル系統に多くある、通常時以上の弾を発射するものがあり、用途によっての使い分けが重要となる。（稀にメガロマックスのような例外も存在する。）
追加武装も上記の射撃装備であれば同様の攻撃を行うが、機体によって変化する場合もある。
レーダーの場合しばらくの間、常に相手をロックし続けた状態になる。ブースターの場合一度回り込んで体当たり攻撃を行う物になる。
ただしブースターと火気が混合した武器や、格闘武器を装備した場合などの場合、装備機体によって大きく内容が変化する場合もあるため一概には言えない。

### ガード
正面からの攻撃に対しては、スティックがニュートラル状態の場合に限り自動的に防御される。また、同じ箇所にダメージを受け続けると、装甲が砕けるようになっている。但しこれは防御が下がるデメリットのみ発生するわけではなく、同時に機動力の向上というメリットもあるため、あながち損という訳ではない。なお同じバトルで装甲が復活する事はないため、2ラウンド以上バトルが続行しても装甲は剥れたままの状態で開始される。
またガードとは別にステップガードという防御方法が存在する。その名の通りステップ（前後左右問わず）で相手の攻撃を防ぐ（と言うより無効化）事ができ、これはガードゲージを消費せずガードブレイク中でも使用可能でありタイミングさえ合わせられればEXを回避する事も可能。機体によってステップ幅が大きく異なる為、ステップ幅の広い、機動力の高い機体の方が狙いやすい。

## ストーリーモード
ブルーシティ東の遺跡における巨大ゾイドの暴走。それから一年後より物語は始まる。
巨大ゾイドと共に姿を消した姉を探すべく、主人公ケインはRD達チーム・マッハストームと行動を共にする…。

## 登場キャラクター

### 人物

#### 本作オリジナル
ケイン
主人公。失踪した姉を探してマッハストームと組む。
シェリルとは実の姉弟ではなく、その正体はデスザウラーのパイロットとして育成された子供であった。パイロット育成施設跡で発掘されたカプセルで発見され、第一発見者だったシェリルの父に引き取られた。
シェリル
ケインの姉。暴走したデスザウラーを追い、ケインの前から姿を消していた。
ルーシュ
褐色の肌を持つ古代ゾイド人の少女。ZOIDS SAGA IIに登場するオーガノイド・パルスに似た黒いゾイドを連れている。
ストーリーモードでは、セイバータイガーSSに搭乗している。
ルーシェ
ルーシュの姉で、同じく古代ゾイド人。ルーシュを長髪にしたような容姿をしている。自らデスザウラーのコアと融合することで、その暴走を食い止めていた。
ジョセフ
シェリルの恩師でもある、ゾイド研究者。Zi-ARM社にデスザウラーを隠し、デスザウラーのゾイドコアと融合しているルーシェの生命維持のため、野生ゾイドのコアを回収していた。
だがルーシェは完全にコアと融合し、最早手遅れと知ると、その悲しみと絶望から、自らデスザウラーを操りケイン達の前に立ちはだかる。
ダグラス
ケインを訓練していた。ジョセフとは旧知の間柄であったが、デスザウラーを手中にせんと命を狙うも、返り討ちに遭う。

#### ゾイドフューザーズ
RD
マッハストームのメンバーで、『ゾイドフューザーズ』の主人公。
スイート
試乗したアイアンコングの暴走がきっかけでケインと出会う。
マスクマン
マッハストームのメンバー。
シグマ

エミー

ブレード

ラスターニ
チームブラックインパクトのメンバー。
ブラックインパクト仕様のカラー変更が出来ないため、ノーマルカラーのブレードライガーに搭乗している。
ガミー
治安局チーフ。ゴジュラスギガを駆り、主人公達と衝突する。
チャオ
ガミーの部下。ストーリーモードでは、借り物のコマンドウルフに搭乗している。

#### 他
スクード
ゾイドVS.IIIの登場人物。Zi-ARMS
社主催の大会に参加、RDを破っている。

### 機体
機体選択時に押した○△□ボタンによってカラーリングを変更することができる。（）内は対応ボタンとカラーリング。
ブレードライガー（□：ミラージュ △：レオン専用機）
格闘EX：ブレードアタック 射撃EX：AZ2連装ショックキャノン
高い数値でバランスが取れている機体。固定装備にレーザーブレードを搭載、接近戦において無類の強さを誇る。また、Eシールドも使用可能となっている。射撃武装は、スティックの方向を切替えることでショックキャノンとパルスレーザーの両方を再現している。
EX技の一つであるブレードアタックは、発動時にほとんど隙が生じないが、ガードブレイク状態でなければダメージを与えづらい。また、発動中は荷電粒子砲などの火器を無効化することが出来るため、アニメ版での活躍を再現できる。
バリエーション機はブレードライガーミラージュ。ノーマル機にアタックブースターユニットを初期装備している。EXでは、ブースターによる急加速の後ビームキャノンによる連続攻撃を行う。
パルスレーザーは空中撃ちでもかなりの精度を誇るので、これをどう使うかが鍵。
コマンドウルフ・コマンドウルフアーバインカスタム・コマンドウルフAC（ノーマルカラーはブルー □：アーバイン専用機 △：ホワイト）
格闘EX：かみつき→連続攻撃 射撃EX：スモークディスチャージャー 追加武装EX：ロングレンジライフル（アーバインカスタム） アタックユニット（AT）
やや防御面に不安があるものの小回りが利く為、大型機の格闘攻撃に対応しやすい。スモークディスチャージャーを固定装備しており、Bボタンを押した時間が長ければ長いほど、ロックオンしにくくなる。
格闘EXは防御不可能であり、避けない限り必ずヒットする。射撃EXは、スモークディスチャージャーを噴射しつつ、相手の射撃攻撃を回避することができ、とっさの攻撃に対処できる。
体高が低いので相手によってはロック無しでも射撃攻撃が容易に当てる事が出来る。
バリエーション機はロングレンジライフルを装備したアーバインカスタムと、アタックユニット装備のAT。
ライガーゼロ（□：懲罰部隊仕様 △：帝国仕様）
格闘EX：ストライクレーザークロー 射撃EX：AZ208mm2連装ショックキャノン  追加武装EX：イオンターボブースター
機動力があり、扱いも比較的容易なため初心者にも扱いやすい機体である。
ストライクレーザークローは高い攻撃力を有しており、EXではガードゲージを一撃で破ることが可能である。
Aタメのストライクレーザークローは地上と空中で異なる技がでるので、上手く使い分けると戦いを有利に持って行ける。
ライガーゼロフェニックス（ノーマル機はFZカラー □：レッド%シルバー △：RZカラー）
格闘EX：ストライクレーザークロー 射撃EX：AZ208mm2連装ショックキャノン 追加武装EX：チャージミサイル→フェニックス（フェニックス分離時はAZショックキャノン）
ライガーゼロとフェニックス（ファイヤーフェニックス）とユニゾンしたゾイド。フェニックスは分離して相手を攻撃出来る。
スティック上下+Yボタンで緊急回避が出来、ジャンプ中で行うと二段跳びになる。カスタマイズ不可。
説明書に記載されていないがスティック左または右（機体正面側）+Y長押しで、チャージミサイルが撃てる。
ディバイソン（□：グレー △：ブルー）
格闘EX：クラッシャーホーン 射撃EX：メガロマックス 追加武装EX：8連ミサイルポッド
やや機動力が不足しているものの、強力な固定装備と高いパワーを有するゾイド。突進攻撃は、Aボタンを押した時間によって威力が変化し、フルチャージ時にはかなりのダメージを与えることが可能。
EXメガロマックスは、発射後は相手の背後から命中するため、上手く回避しなければダメージを負う。EXクラッシャーホーンは発動前後に僅かに隙が生じるが、ヒットすれば大ダメージは免れない強力な技である。
ゴジュラスギガ（□：ブラウン △：プロトカラー）
格闘EX：かみつき→投げ 射撃EX：32門ゾイドコア砲
標準装備では火器は搭載していないが、強力なパワーを持つ機体。またEシールドを装備しているが、ブレードライガーのそれとは違い正面だけでなく全身に展開するタイプである。ビームやミサイルなど、軽い攻撃は少し無視出来る。
格闘は非常に強力でゲージの回復も早い。射撃EXであるゾイドコア砲は設定とは異なり何度でも発動できるが、発射の度にHPを消耗する（それによってHPが0になる事は無い）。
また本作ではゴジュラスが登場しないため、ギガにバスターキャノン等をカスタマイズすることで再現している。
凱龍輝（□：グリーン △：ホワイト）
格闘EX：かみつき→投げ 射撃EX：荷電粒子砲 追加武装EX：飛燕（飛燕分離時はバルカン）
素体がバーサークフューラーと共通であるため、アクションが酷似している。飛燕はフェニックス同様、分離し攻撃することが出来る。EXではあまりダメージを与えることは出来ないが、一度命中すれば相手の動きを封じることが出来る。月甲はシールドの様にして使用する。集光パネル使用時は荷電粒子砲など、ビーム兵器のダメージを軽減してEXゲージを増やす事が可能。
ゼロフェニックス同様、機体はカスタマイズ出来ない。
セイバータイガー（□：チーム・タイガース仕様△：シュバルツ仕様）
格闘EX：キラーサーベル 射撃EX：対ゾイド3連衝撃砲 追加武装EX：ビームガトリング（SS） アサルトユニット（AT）
比較的高めの機動力に、豊富な装備を有するバランスの取れた機体。
格闘能力が高めで固定武装も優秀と初心者向け。追加武装の選択肢も豊富である。
格闘EXはコマンドウルフ同様ガード不能。
レッドホーン（□：ダークホーン仕様 △：共和国仕様グリーンホーンカラー）
格闘EX：突撃 射撃EX：高圧濃硫酸噴射砲
コマンドウルフに次いで体高が低いため、ロックオン無しでも射撃攻撃が当てやすい。
追加武装ゲージの回復が優秀。
アイアンコング（□：イエティ △：Mk.II仕様）
格闘EX：ラリアット 射撃EX：10連装自己誘導ロケットランチャー
機動力が少々低いが、格闘戦はおろか遠距離戦までこなす汎用性の高い機体。バリエーション機に、一部装備を変更したMk.IIが存在する。
プレイヤーが最初に対戦する大型ゾイド。数発攻撃を受けても怯まない為力押しが通用しない、対大型戦の基礎を学ぶ相手となる。
ジェノブレイカー（□：ブルー △：ジェット仕様）
格闘EX：ロケットアンカー→レーザーチャージングブレード 射撃EX：荷電粒子砲 追加武装EX：エクスブレイカー
射撃と追加武装との兼ね合いから接近戦に傾倒した機体。
荷電粒子砲は二発まで連射が可能となっている。
格闘EXはロケットクローで相手を捕縛し、レーザーチャージングブレードによる連続攻撃を仕掛ける技。それなりのダメージを期待できるが、上手くヒットさせるには相手の隙を狙うか、ガードブレイク状態に限る。射撃EXは、フルパワーでの荷電粒子砲。発射時間が延長されており、空中からでも発動することが可能（全機体中、空中からEX荷電粒子砲を発動出来るのはジェノブレイカーのみ。）。因みに初期状態だとウェポンバインダーが無理やり装備されている。
バーサークフューラー（□：ブラウン △：レッド）
格闘EX：かみつき→投げ 射撃EX：荷電粒子砲 追加武装EX：AZ185mmビームキャノン
ステータスは、ジェノ系列と比べて機動性が増しているが、装甲値が下がっている。
バスタークローを初期装備しており、ドリルやビームキャノンの切替えが可能で汎用性が高い。またEシールドを発生させることも可能（デスザウラーもバスタークローを装備できるが、Eシールドを使えるのは当機のみ）。カスタマイズで装備を変更することで、背中のシュトゥルムブースターは無いもののシュトゥルムフューラーを再現可能である。ちなみに装甲が全壊すると、素体の姿となる。固定射撃のゲージ消費量が少なく、荷電粒子砲を回復無しで最大三回発射できる。
バスタークローの他、装備した追加武装のゲージ回復が早い。
デスザウラー（□：メガザウラー △：ブラッディデスザウラー）
格闘EX：かみつき→投げ 射撃EX：大口径荷電粒子砲
強力なパワーと豊富な火力で、本ゲーム中最強クラスの機体。外見通りの重量級で中型クラス格闘攻撃でも二、三発では怯まない。
全機体中、荷電粒子砲の発射時間が最も長いがゲージを全て使い切ってしまう。
アニメの様なサイズではなく、大きさは本来の設定を採用しており、ゴジュラスギガより少々大きい程度。
豊富な射撃武器を有していながら、追加武装にもかなり余裕がある。